# White Pine Range
White Pine Range je pohoří na jihovýchodě White Pine County, na východě Nevady. Dříve byla jako nejvyšší hora pohoří uváděna Duckwater Peak (3 410 m),
nyní je uváděna Currant Mountain (3 510 m).
White Pine Range leží 50 kilometrů západně od města Ely.
Pod jižním koncem pohoří prochází státní silnice U.S. Route 6.
Oblast je součástí Velké pánve a Humboldt-Toiyabe National Forest.